# Cap Alexander
Le cap Alexander (groenlandais : Ullersuaq) est le point le plus à l'ouest du Groenland. Il baigne la baie de Baffin.